# Podul lui Langlois din Arles (seria lui Vincent van Gogh)
Podul Langlois din Arles este subiectul a cinci picturi (patru picturi în ulei și o acuarelă) și a patru desene realizate de pictorul olandez Vincent van Gogh. Lucrările au fost realizate în 1888, când Vincent locuia în Arles, în sudul Franței.
Pentru realizarea lucrărilor, Van Gogh a folosit un cadru de perspectivă pe care l-a creat și l-a utilizat în Haga. Vincent a fost influențat de stampele japoneze, tablourile cu Podul Langlois fiind evidențiate de folosirea simplificată a culorii, pentru crearea unei imagini armonioase și unificate. Culorile contrastante, cum ar fi albastru și galben, au fost folosite pentru conferi lucrărilor o anume vibrație. El a întrebuințat tehnica impasto, utilizând culoare pentru reprezentarea reflexiei luminii. Subiectul, un pod mobil peste un canal, i-a amintit de orașul natal din Olanda. Podul Langlois a fost un punct de trecere peste canalul dintre Arles și Bouc. 
În 1930, podul de lemn a fost înlocuit cu unul de beton armat, lung de 45 m care permitea trecerea pe sub el a ambarcațiunilor. Acest pod a fost distrus de germani în 1944, ca și celelalte 11 poduri de pe canal, singurul rămas fiind cel de la Fos-sur-Mer, identic cu vechiul pod de lemn de la Langlois.
În 1959, și acest pod de lemn de la Fos a fost demontat, în cadrul unor lucrări de lățire a șoselei. Oficiul de turism din Arles l-a cumpărat, cu intenția de a-l monta în locului celui original, pictat de Van Gogh. Din motive tehnice și peisagistice a fost imposibilă reconstrucția sa pe amplasamentul original. A fost ales un amplasament la 3 km în aval și podul, după lucrări ample de restaurare, a fost finalizat în 1997. Din 1998 a fost declarat monument istoric, cu denumirea Pont van-Gogh. Din păcate, el are foarte puține în comun cu cel original: alt amplasament, alt pod, un peisaj total diferit de cel surprins de van-Gogh.

## Origine

### Arles
Van Gogh avea 35 de ani când a creat picturile și desenele cu podul. Perioada petrecută la Arles, în sudul Franței, a reprezentat apogeul carierei sale, el realizând aici unele dintre cele mai reușite opere: floarea-soarelui, câmpii, ferme și oameni din zonele Arles, Avignon și Nîmes. A fost o perioadă prolifică pentru Vincent: în mai puțin de 15 luni, a realizat în jur de 100 de desene, peste 200 de picturi și a scris peste 200 de scrisori.
Canalurile, podurile mobile, morile de vânt, colibele acoperite cu stuf și câmpiile i-au aminit lui Vincent de viața lui în Olanda. Arles i-a adus alinarea și soarele strălucitor pe care artistul le-a căutat, și condițiile necesare pentru a explora pictura în culori mai vii, cu contraste intense de culori și tușe variate. El a revenit la rădăcinile formării sale artistice din Olanda, cea mai notabilă fiind utilizarea unei calame pentru desen.

### Podul Langlois

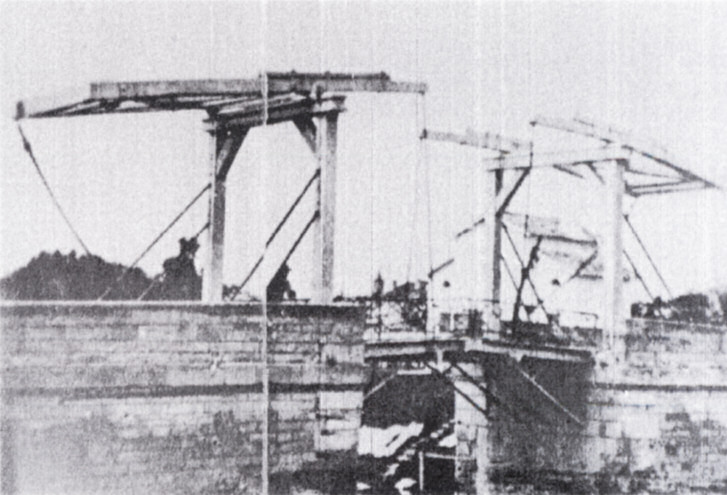
Podul mobil iniţial, 1902. Pe vremea lui Van Gogh era numit Pont de Langlois, Podul lui Langlois, după numele podarului. A fost înlocuit în 1930, iar în 1944 a fost distrus de germani.

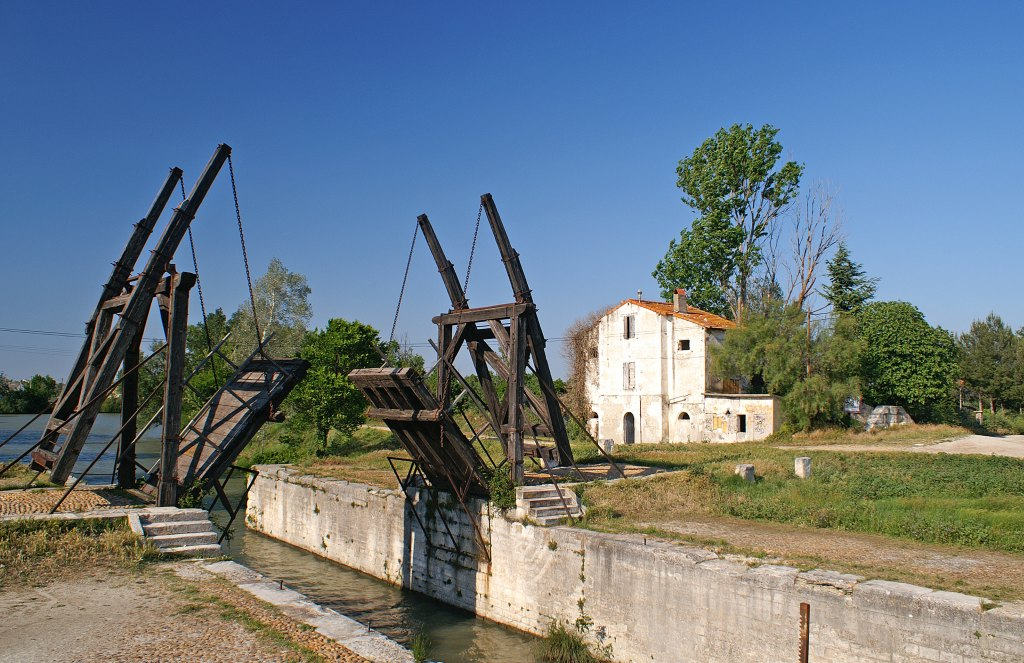
Replica Podului lui Langlois, numit și „Podul Van Gogh”

Podul lui Langlois (numit după numele podarului care îl deservea), a fost un punct de trecere peste canalul dintre Arles și Bouc. A fost construit în prima jumătate a secolului al XIX-lea pentru a extinde rețeaua de canaluri către Marea Mediterană. Pentru a gestiona punctele de intersecție între traficul fluvial și cel rutier, au fost construite ecluze și poduri. Chiar în afara orașului Arles, primul pod a fost numit oficial „Pont de Réginel”, cunoscut mai mult ca „Pont de Langlois” după numele podarului. În 1930, originalul a fost înlocuit, dar în 1944 a fost aruncat în aer de germanii care au distrus toate podurile de pe canal cu excepția celui din Fos-sur-Mer. Acesta a fost demontat în 1959 cu scopul de a fi mutat pe locul Podulului Langlois, dar ca urmare a dificultăților structurale, a fost în cele din urmă reasamblat la ecluza Montcalde aflată la câțiva kilometri distanță de locul inițial.
În scrisorile adresate fratelui său, Theo, Van Gogh arăta pe la jumătatea lui martie 1888 că a început un studiu pentru o compoziție cu femei spălând rufe lângă Podul Langlois și, la 2 aprilie, că lucrează la un alt tablou cu podul. Aceasta a fost prima variantă pictată de el a unei compoziții cu Podul Langlois de peste canalul Arles.
Reflectând asupra lucrărilor lui Van Gogh cu Podul Langlois, Debora Silverman, autoarea cărții Van Gogh and Gauguin: The Search for Secret Art (Van Gogh și Gauguin: căutarea artei secrete) comenta: „Picturile lui Van Gogh cu acest pod au fost considerate un bizar exercițiu de nostalgie amestecat cu aluzii japoniste.” Van Gogh a abordat procesul de realizare a picturilor și desenelor podului într-o „manieră serioasă și susținută”, cu atenție la „structură, funcție și părțile componente ale acestui mecanism în peisaj.”

### Cadrul de perspectivă
| Text alternativ pentru imaginea din stânga                                                                 |  | Text alternativ pentru imaginea din dreapta              |
| O schiță realizată de Vincent van Gogh care arată cum s-a așteptat el să folosească cadrul de perspectivă. |  | O altă schiță care reprezintă cadrul lui de perspectivă. |

În Arles, Vincent a început să folosească un cadru de perspectivă pe care l-a creat în Haga. Rama putea să fie fixată pe unul sau două suporturi. Probabil Vincent vedea subiectul prin cadru, iar pe foaie sau pe pânză schița liniile corespunzătoare sârmelor și marginilor ramei. O scrisoare către fratele său, Theo, din 5 august 1882 conține o schiță care arată cum s-a așteptat Vincent să folosească cadrul, iar altă scrisoare din 5 sau 6 august 1882 conține schița obiectului.

### Influența japoneză
Subiectul lucrărilor i-a amintit lui Van Gogh de o stampă a lui Utawa Hiroshige. Într-o scrisoare către Émile Bernard despre Podul Langlois, el scria: „Dacă japonezii nu fac niciun progres în propria lor țară, încă nu se poate pune la îndoială că arta lor este continuată în Franța.” Cu o estetică japoneză, picturile cu Podul Langlois reflectă o utilizare simplificată de culori pentru crearea unei imagini armonioase și unificate. Mișcarea a fost sugerată prin intermediul contururilor. Vincent a folosit mai puține nuanțe de culori, preferând în schimb variații mai subtile ale culorilor. Lucrarea lui Utawa l-a făcut pe Van Gogh să utilizeze blocuri de culoare, cum ar fi modele de galben pe un cer albastru, culorile alese pentru crearea unui sentiment de vitalitate al stampelor japoneze, precum și redarea luminii vibrante din sudul Franței. Aceste abordări au creat un impact mult mai puternic și au descris primitivismul vieții la țară.

## Trei picturi cu compoziții similare
Podul Langlois (vedeți jos-stânga) reprezintă activitățile comune de pe canal. O căruță galbenă trece peste pod în timp ce un grup de femei spală rufele la malul canalului. Van Gogh folosește cu pricepere cunoștințele sale despre teoria culorilor și „legea de contraste simultane” în această lucrare. Iarba este reprezentată prin tușe alternative de roșu-portocaliu și verde. Culorile complementare, albastru și galben, sunt folosite la pod, cer și apă. Utilizarea de culori complementare intensifică impactul fiecărie culori creând „un întreg unificat, coloristic și vibrant.”
Naomi Mauer descrie executarea tehnică și artistică a lui Van Gogh din această pictură:
| “ | Compozițional, geometria verticală și orizontală a podului și reflectarea lui în apă creează o mare cruce centrală care conferă pânzei echilibru și o simetrie clasică. Acest cadru central geometric, răsunător și înconjurat de benzile cerului de sus și malul de jos, este eliberat și înveselit de marea cotitură a dealului și a malului, grupul rotund de spălătorese aflat între încrețiturile circulare ale apei și ierburile flexibile, ușor curbate la dreapta. Formal și cromatic, Podul lui Langlois este un exemplu al abstractizării naturii de către Vincent la elementele sale esențiale, coloristice și formale, precum și al creației lui din aceste componente a unei unități armonioase întrețesute în care omul și creația sa sunt perfect integrate. | ” |

Pentru Podul Langlois (acuarelă; vedeți jos-dreapta), Van Gogh reușește să creeze detalii exacte ale podului, cum ar fi echipamentul solid, suporturile de fier, suspensoarele și scripeții.

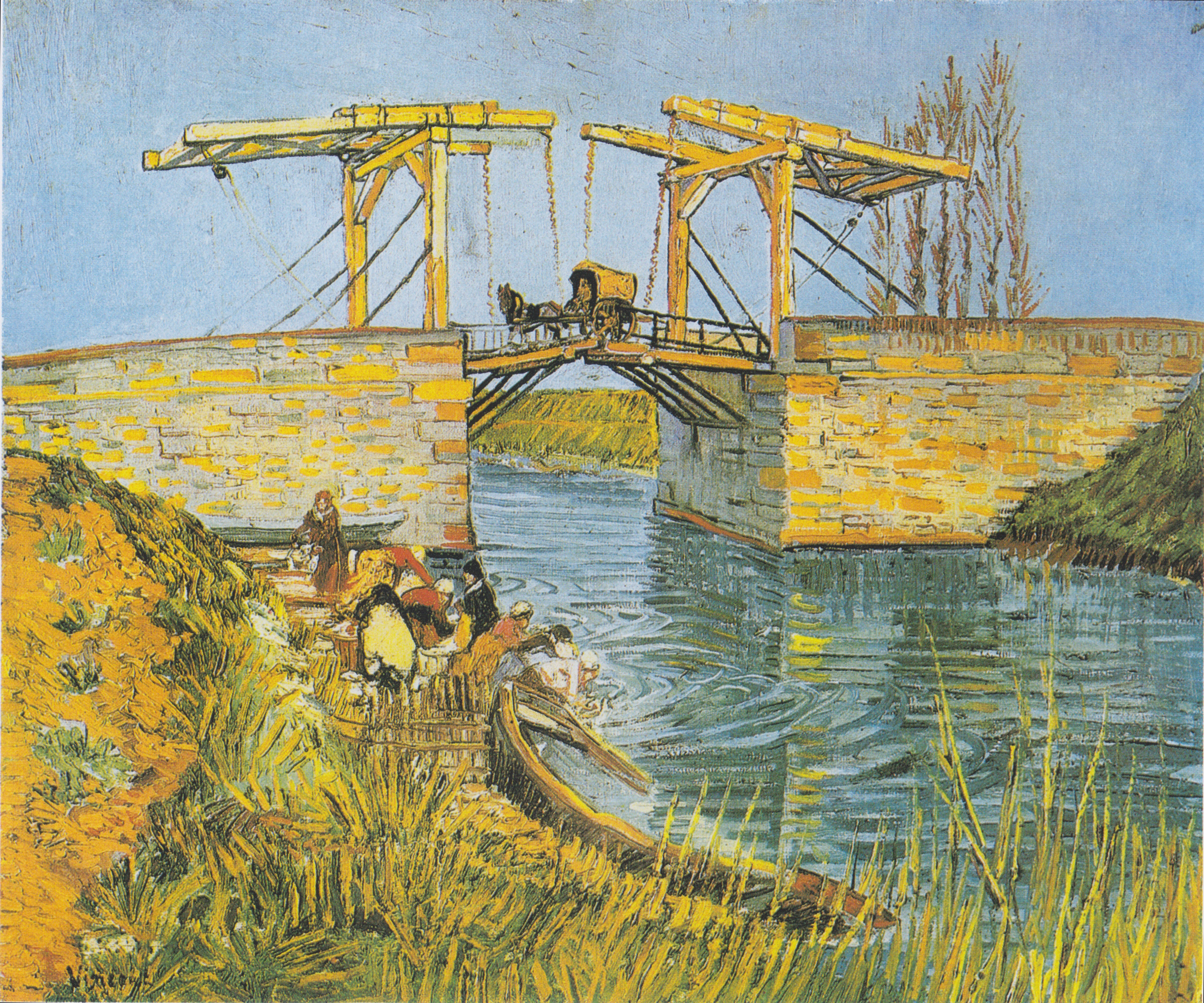
Podul Langlois la Arles cu femeie spălând, 1888, Muzeul Kröller-Müller, Otterlo
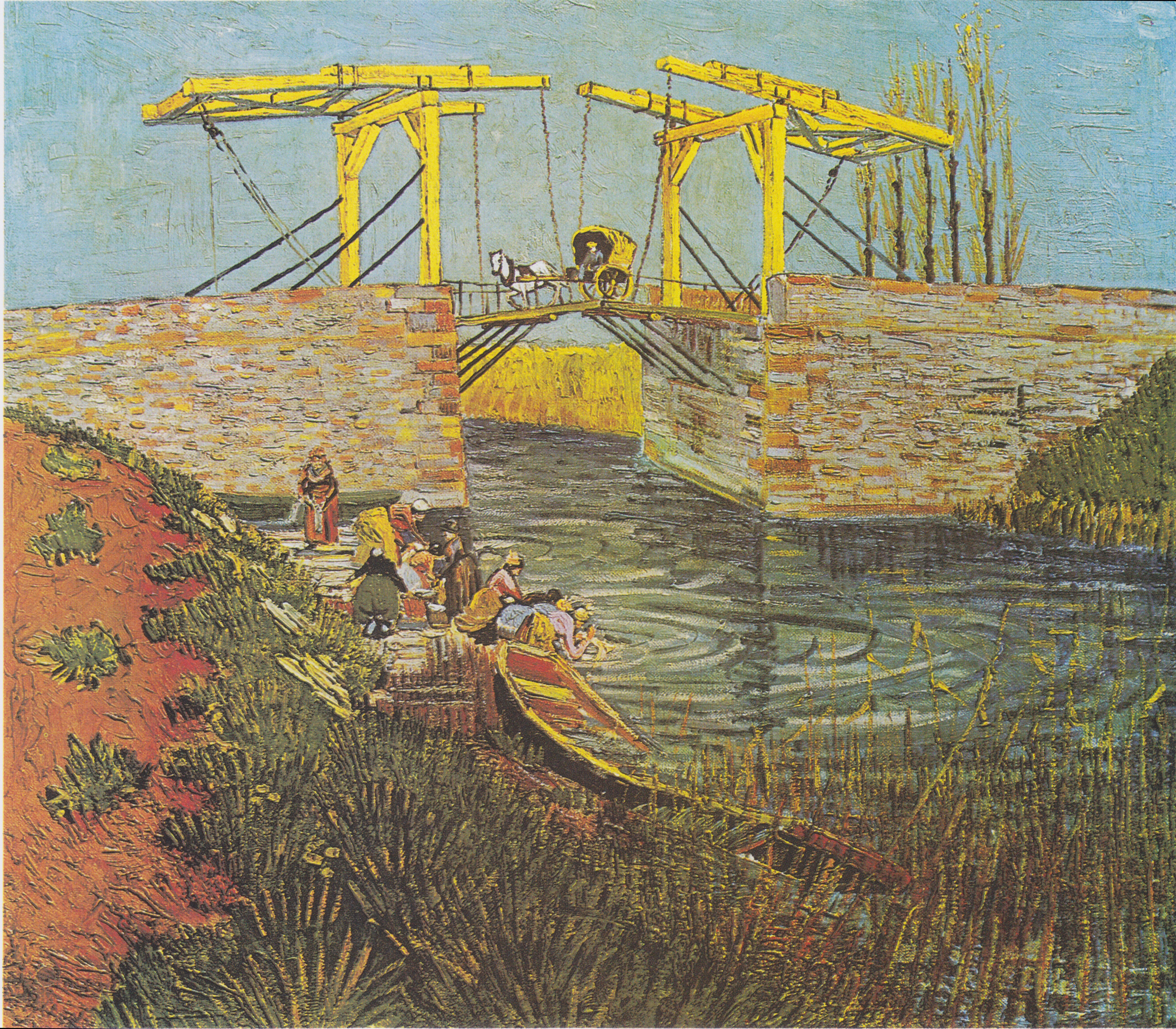
Podul Langlois, 1888, Colecție privată, Paris
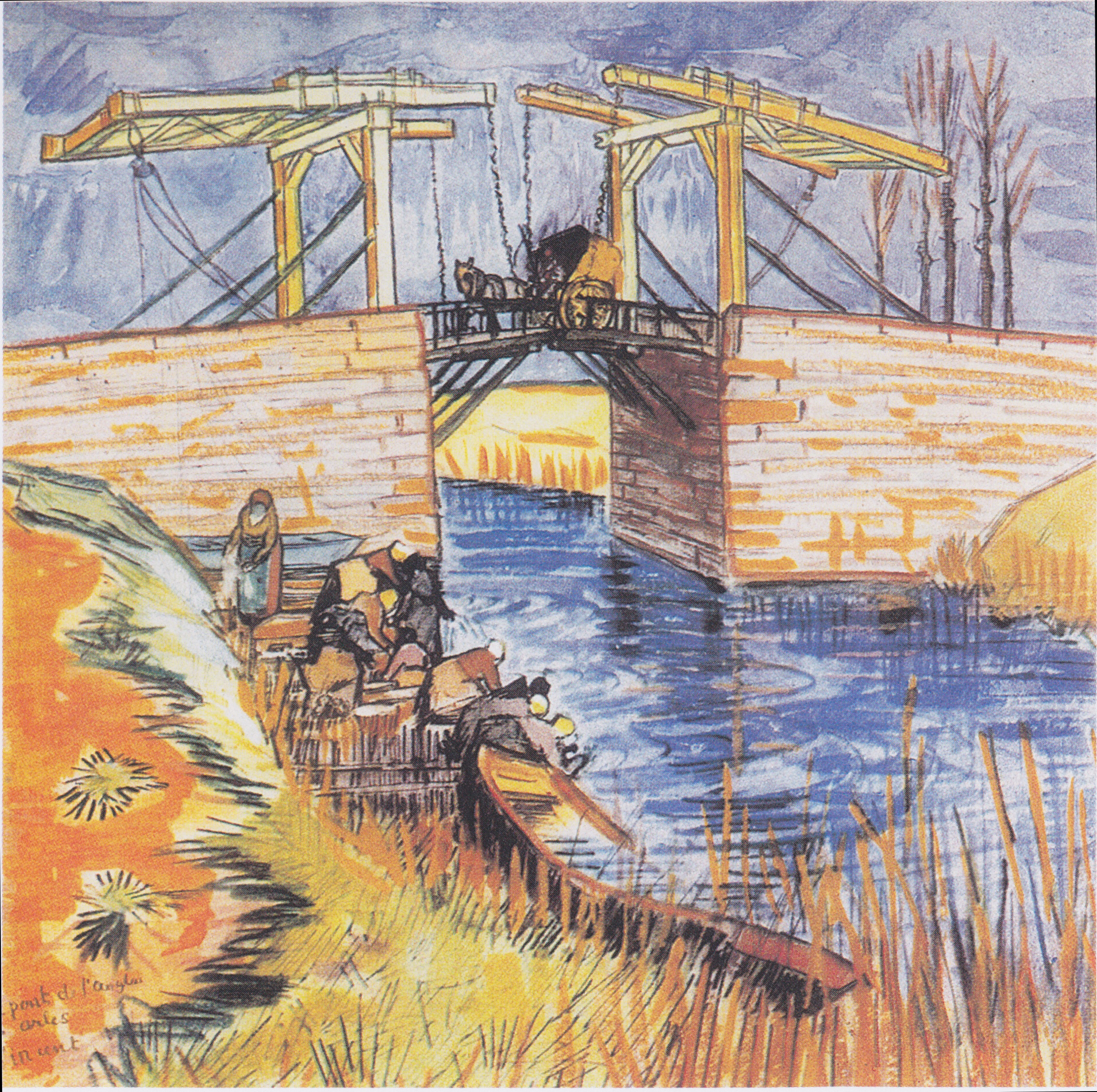
Podul Langlois, acuarelă, 1888, Colecție privată

## Alte două picturi

### Podul Langlois la Arles cu drum de-a lungul canalului

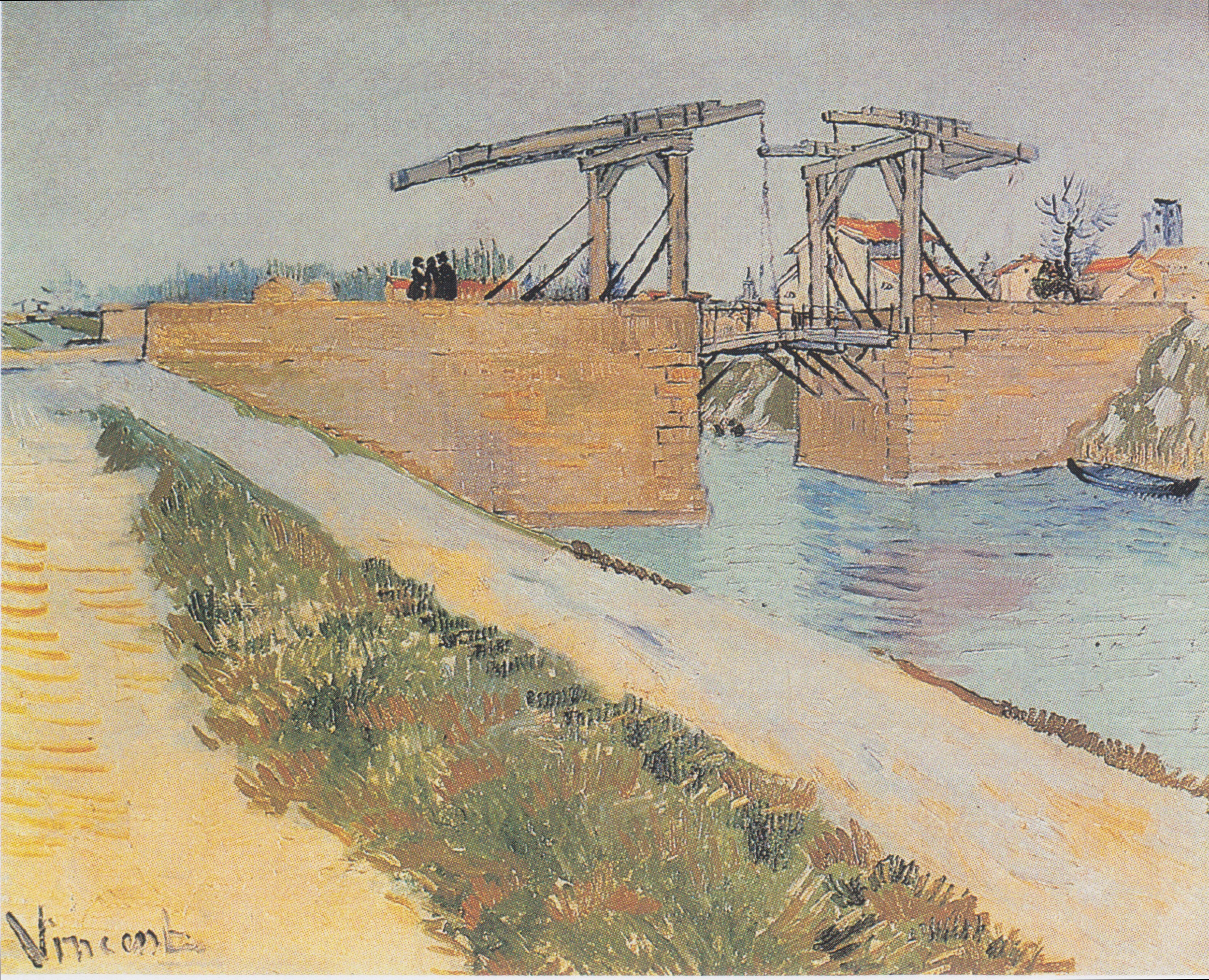
Podul Langlois cu drum de-a lungul canalului, ulei pe pânză, 1888, Muzeul Van Gogh, Amsterdam

Van Gogh a folosit diferite tehnici când a creat pictura, alegându-le în funcție de subiect și de ceea ce voia el să transmită. Iarba și drumul din prim-plan au fost pictate rapid, dar podul a fost lucrat mai în detaliu, cu elemente clar reprezentate (pilonii de piatră și grinzile de lemn). Și obiectele folosite pentru ridicarea trecerii au fost lucrate în mod detaliat, fiind vizibilă legătura dintre frânghii și roata de ridicare. Van Gogh acordă atenție și reflecției podului din apă. În depărtare se vede alt pod mobil.
Van Gogh a considerat-o „ceva ciudat... [ce] nu voi crea în fiecare zi.” A existat ceva în legătură cu crearea acestei lucrări care i-a amintit de orașul natal. Vincent i-a cerut lui Theo să-i înrămeze o pictură anterioară și să i-o ofere unui negustor de artă din Olanda, pe nume Tersteeg. Tersteeg îi cunoștea pe cei doi de pe vremea când aceștia locuiau la Haga. Negustorul i-a întreținut interesele artistice lui Van Gogh, dar relația lor a suferit când Vincent a început să trăiască cu o prostituată numită Sien.
Muzeul Van Gogh susține că pictura este ultima dintr-o serie de trei, dar Debora Silverman a identificat patru picturi în ulei și o acuarelă, așa cum s-a arătat în acest articol.

### Podul Langlois la Arles (F570)

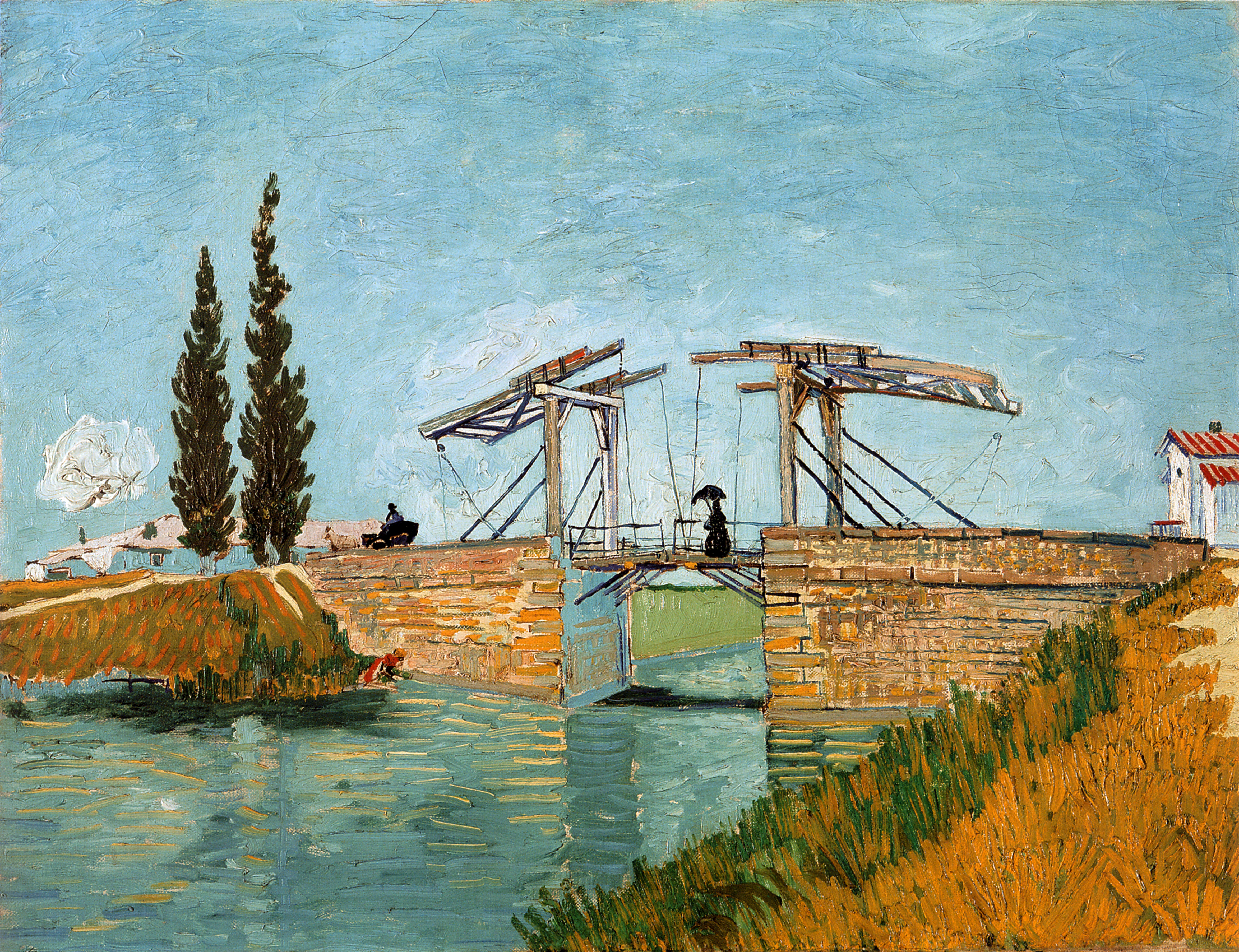
Podul Langlois la Arles (F570), ulei pe pânză, mai 1888, Muzeul Wallraf-Richartz din Köln

Această pictură înfățișează o femeie ținând o umbrelă în timp ce merge pe pod în urma unei trăsuri care tocmai a trecut peste construcție. Apa din canal reflectă subtil podul și norii de pe cer. Vincent folosește tehnica impasto pentru a reflecta lumina. Doi chiparoși înalți și o casă albă se văd la fiecare capăt podului care are o secțiune centrală mobilă între pilonii de piatră. Pictura se află la Muzeul Wallraf-Richartz din Köln, Germania.

## Desenele
La scurt timp după sosirea în Arles, Van Gogh i-a cerut fratelui său să-i trimită o copie a lucrării lui Armand Cassagne, Guide de l'alphabet du dessin. Cererea sa a fost generată de un interes față de întoarcerea la practicile de desen fundamentale, cum ar fi utilizarea unui cadru de perspectivă pentru desenele și picturile Podului Langlois. O scrisoare către Émile Bernard din 18 martie 1888 conține o schiță a podului (vezi mai jos imaginea: stânga-sus) și o schemă de culori, ele indicând în mod clar faptul că artistul se baza pe schițe și desene în faza preliminară realizării picturii. El a vorbit despre modul în care orașul (Arles) „proiectează silueta ciudată a podului său mobil în fața unui imens soare galben.”

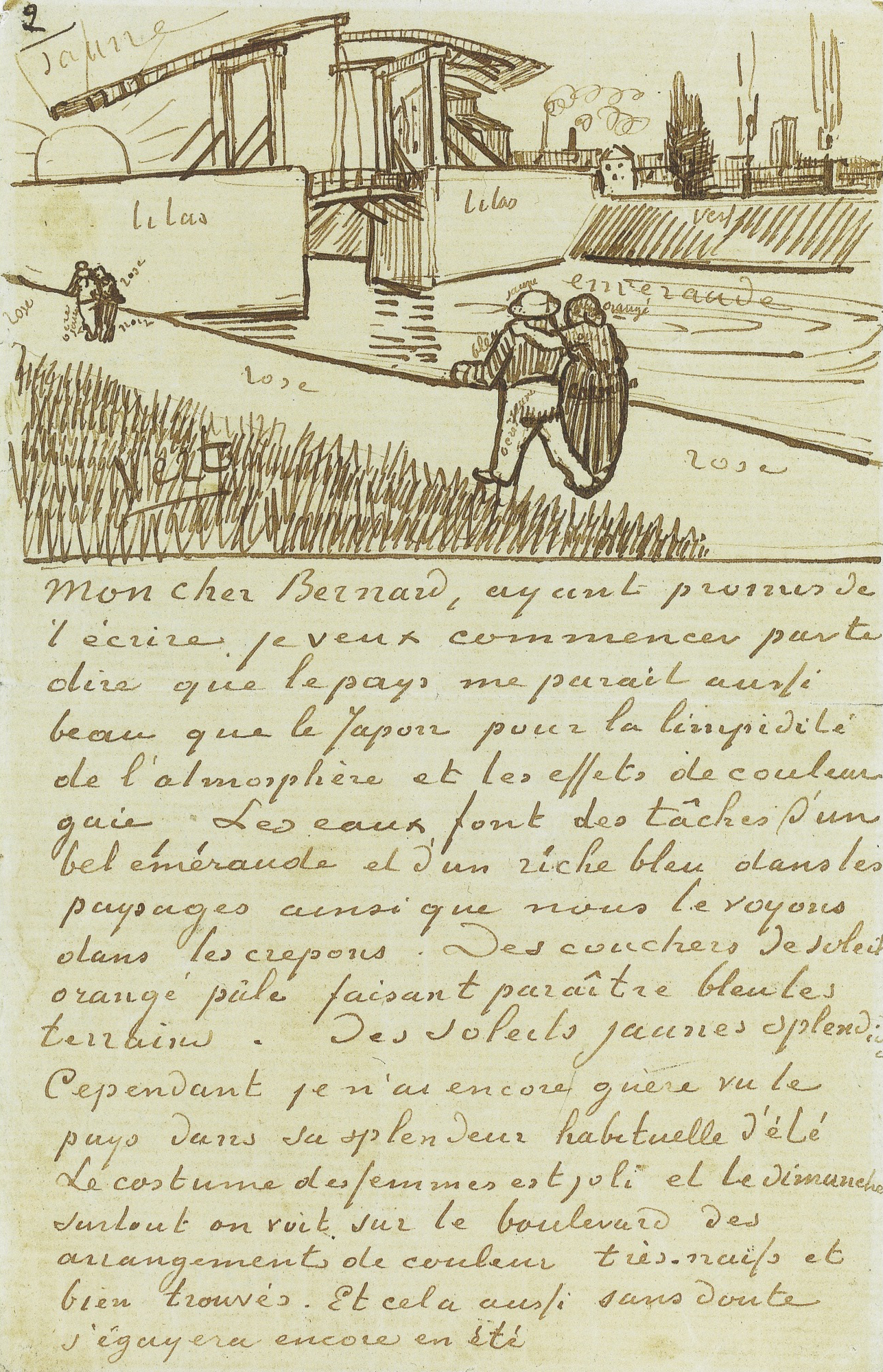
schiță dintr-o scrisoare către Émile Bernard, martie 1888, Pierpont Morgan Library, New York
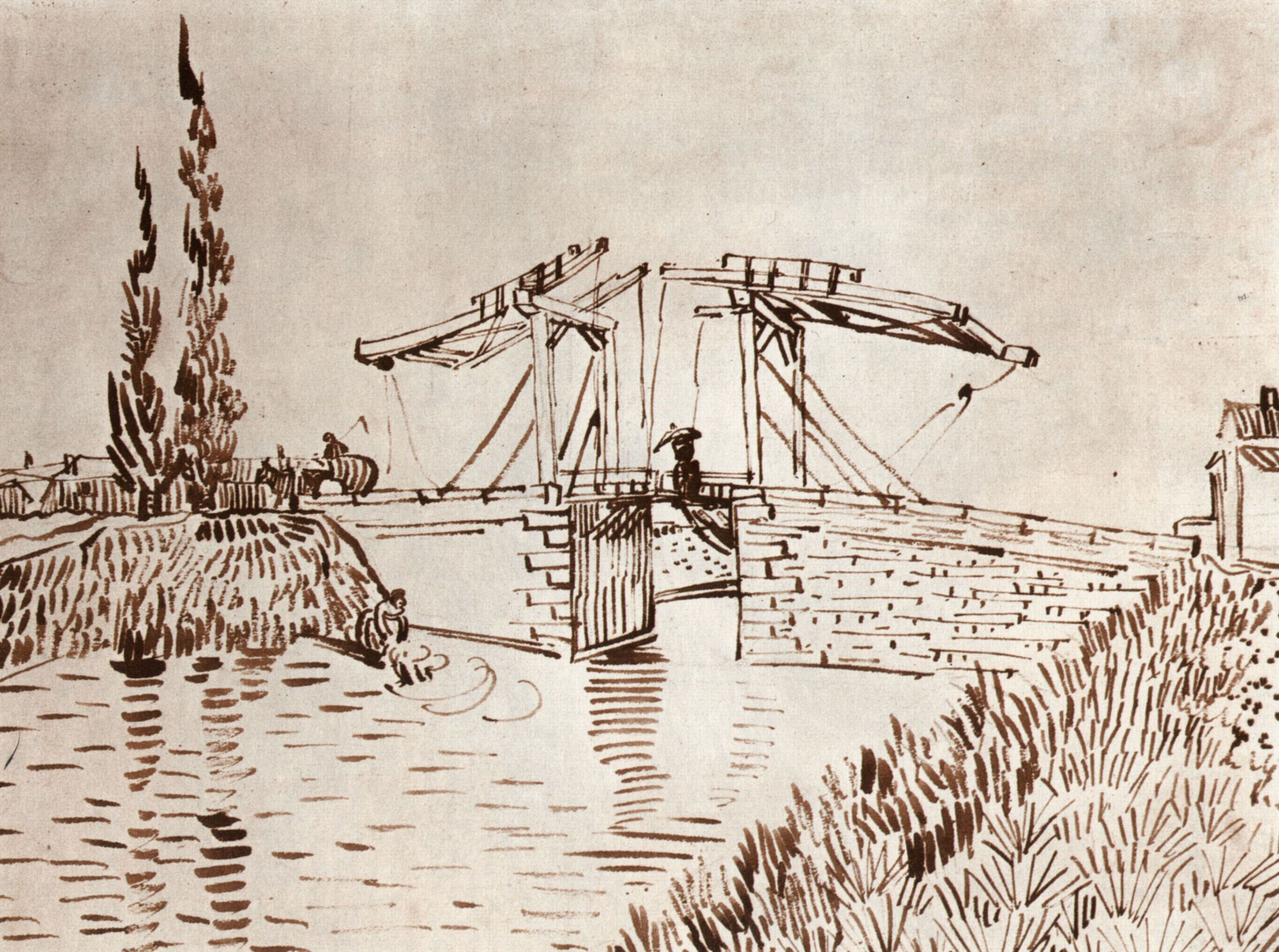
cerneală, 23.5 × 31 cm, 1888, Los Angeles County Museum of Art, Los Angeles, California
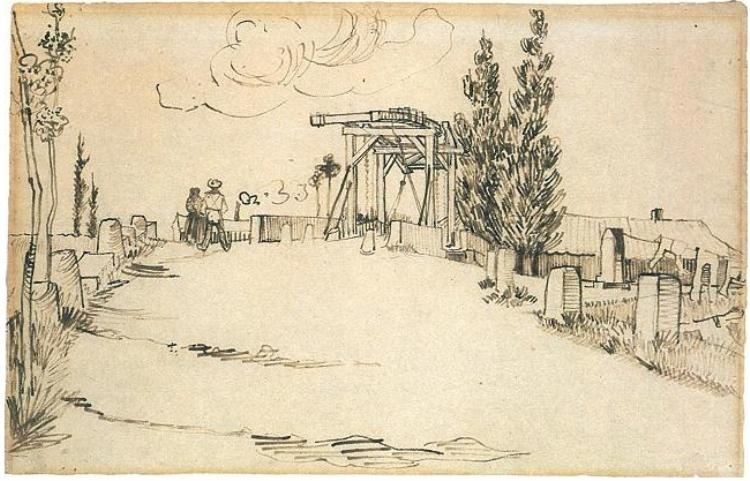
cerneală, mai 1888, Staatsgalerie Stuttgart, Stuttgart
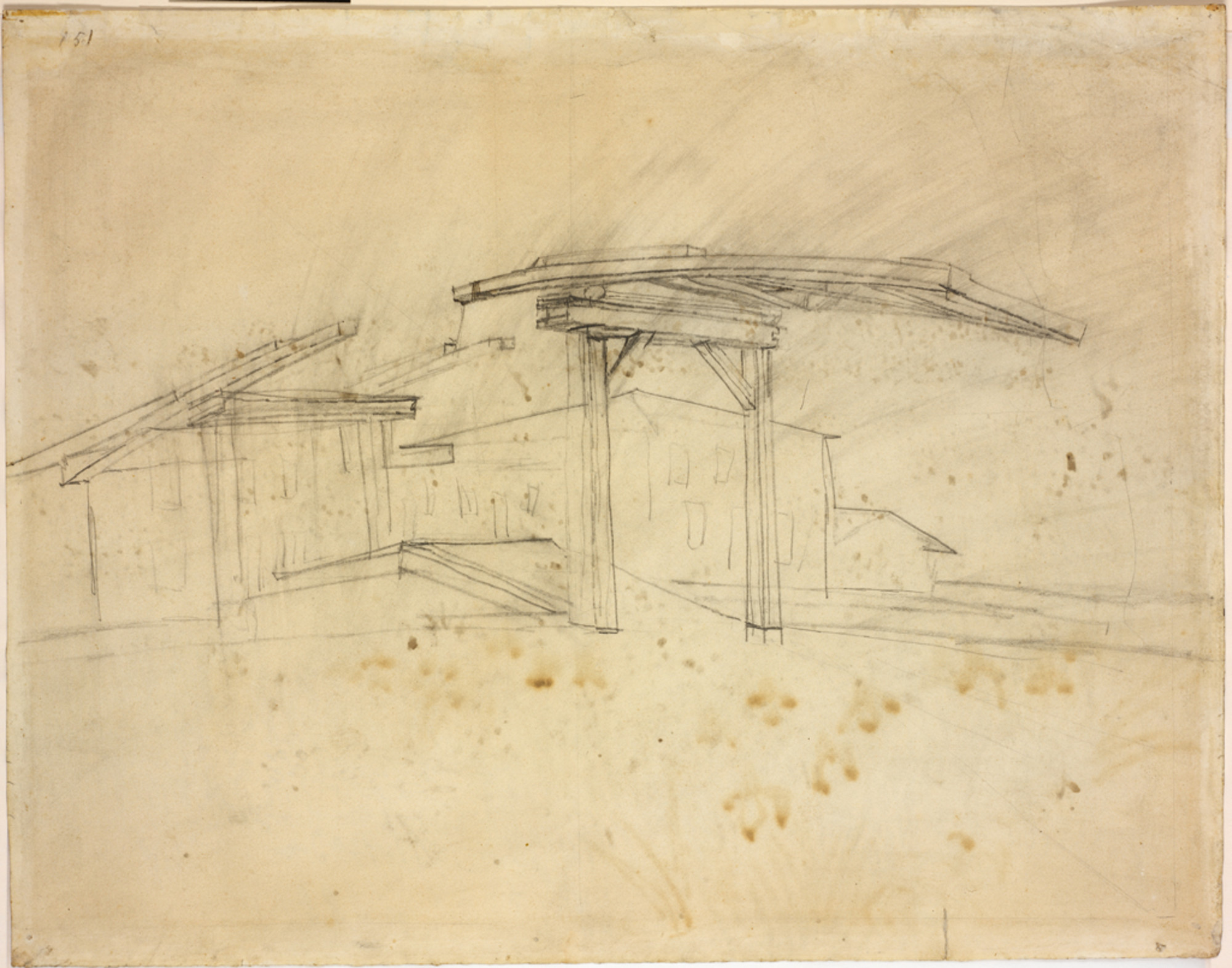
1888, Rhode Island School of Design Museum, Providence, Rhode Island